# Mesosemia gemina
Mesosemia gemina is een vlindersoort uit de familie van de prachtvlinders (Riodinidae), onderfamilie Riodininae.
Mesosemia gemina werd in 1980 beschreven door Maza, J & R. Maza.